# Dance Fever Tour
Il Dance Fever Tour è il quinto tour musicale del gruppo musicale britannico Florence and the Machine, a supporto del loro quinto album in studio Dance Fever (2022).

## Scaletta
1. Heaven Is Here
2. King
3. Ship to Wreck
4. Free
5. Daffodil
6. Dog Days Are Over
7. Girls Against God
8. Dream Girl Evil
9. Prayer Factory
10. Big God
11. Cassandra
12. What Kind of Man
13. Morning Elvis
14. June
15. Hunger
16. Choreomania
17. Kiss with a Fist
18. Cosmic Love
19. My Love
20. Restraint
21. The End of Love
22. Never Let Me Go
23. Shake It Out
24. Rabbit Heart (Raise It Up)

## Date del tour
| Data              | Città            | Stato         | Luogo                                  | Artisti d'apertura     |
| Nord America      | Nord America     | Nord America  | Nord America                           | Nord America           |
| ----------------- | ---------------- | ------------- | -------------------------------------- | ---------------------- |
| 2 settembre 2022  | Laval            | Canada        | Place Bell                             | Arlo Parks             |
| 3 settembre 2022  | Toronto          | Canada        | Budweiser Stage                        | Arlo Parks             |
| 7 settembre 2022  | Chicago          | Stati Uniti   | Huntington Bank Pavilion               | Mykki Blanco           |
| 8 settembre 2022  | Saint Paul       | Stati Uniti   | The Theater at Xcel Energy Center      | Mykki Blanco           |
| 10 settembre 2022 | Clarkston        | Stati Uniti   | Pine Knob Music Theatre                | Mykki Blanco           |
| 12 settembre 2022 | Washington, D.C. | Stati Uniti   | Capital One Arena                      | Mykki Blanco           |
| 14 settembre 2022 | Boston           | Stati Uniti   | TD Garden                              | Mykki Blanco           |
| 16 settembre 2022 | New York City    | Stati Uniti   | Madison Square Garden                  | Mykki Blanco Noga Erez |
| 17 settembre 2022 | New York City    | Stati Uniti   | Madison Square Garden                  | Wet Leg Noga Erez      |
| 20 settembre 2022 | Nashville        | Stati Uniti   | Ascend Amphitheater                    | King Princess          |
| 21 settembre 2022 | Alpharetta       | Stati Uniti   | Ameris Bank Amphitheatre               | King Princess          |
| 23 settembre 2022 | Orlando          | Stati Uniti   | Amway Center                           | King Princess          |
| 24 settembre 2022 | Miami            | Stati Uniti   | FTX Arena                              | King Princess          |
| 27 settembre 2022 | Austin           | Stati Uniti   | Moody Center                           | Yves Tumor             |
| 28 settembre 2022 | Irving           | Stati Uniti   | The Pavilion at Toyota Music Factory   | Yves Tumor             |
| 1º ottobre 2022   | Denver           | Stati Uniti   | Ball Arena                             | Ethel Cain             |
| 4 ottobre 2022    | Vancouver        | Canada        | Rogers Arena                           | Japanese Breakfast     |
| 6 ottobre 2022    | Seattle          | Stati Uniti   | Climate Pledge Arena                   | Wet Leg                |
| 7 ottobre 2022    | Portland         | Stati Uniti   | Theater of the Clouds                  | Japanese Breakfast     |
| 9 ottobre 2022    | Mountain View    | Stati Uniti   | Shoreline Amphitheatre                 | Wet Leg                |
| 12 ottobre 2022   | San Diego        | Stati Uniti   | CalCoast Credit Union Open Air Theatre | Wet Leg                |
| 14 ottobre 2022   | Los Angeles      | Stati Uniti   | Hollywood Bowl                         | Griff Hope Tala        |
| 15 ottobre 2022   | Los Angeles      | Stati Uniti   | Hollywood Bowl                         | Wet Leg Hope Tala      |
| Europa            |                  |               |                                        |                        |
| 14 novembre 2022  | Parigi           | Francia       | Accor Arena                            | Willie J Healey        |
| 16 novembre 2022  | Cardiff          | Regno Unito   | Cardiff International Arena            | Willie J Healey        |
| 18 novembre 2022  | Londra           | Regno Unito   | The O2 Arena                           | Willie J Healey Aziya  |
| 28 gennaio 2023   | Londra           | Regno Unito   | The O2 Arena                           | Willie J Healey        |
| 29 gennaio 2023   | Birmingham       | Regno Unito   | Resorts World Arena                    | Willie J Healey        |
| 31 gennaio 2023   | Nottingham       | Regno Unito   | Motorpoint Arena                       | Willie J Healey        |
| 1º febbraio 2023  | Glasgow          | Regno Unito   | OVO Hydro                              | Willie J Healey        |
| 3 febbraio 2023   | Manchester       | Regno Unito   | AO Arena                               | Willie J Healey        |
| 4 febbraio 2023   | Leeds            | Regno Unito   | First Direct Arena                     | Willie J Healey        |
| 6 febbraio 2023   | Bournemouth      | Regno Unito   | Bournemouth International Centre       | Willie J Healey        |
| 8 febbraio 2023   | Dublino          | Irlanda       | 3Arena                                 | Willie J Healey        |
| Oceania           |                  |               |                                        |                        |
| 4 marzo 2023      | Perth            | Australia     | RAC Arena                              | King Princess          |
| 8 marzo 2023      | Melbourne        | Australia     | Rod Laver Arena                        | King Princess          |
| 9 marzo 2023      | Melbourne        | Australia     | Rod Laver Arena                        | King Princess          |
| 13 marzo 2023     | Sydney           | Australia     | Qudos Bank Arena                       | King Princess          |
| 17 marzo 2023     | Brisbane         | Australia     | Brisbane Entertainment Centre          | King Princess          |
| 21 marzo 2023     | Auckland         | Nuova Zelanda | Spark Arena                            | King Princess          |
| Europa            |                  |               |                                        |                        |
| 18 giugno 2023    | Pola             | Croazia       | Arena di Pola                          | N.D.                   |
| 26 giugno 2023    | Cork             | Irlanda       | Musgrave Park                          | The Last Dinner Party  |
| 27 giugno 2023    | Malahide         | Irlanda       | Malahide Castle                        | CMAT                   |
| 28 giugno 2023    | Belfast          | Regno Unito   | Ormeau Park                            | CMAT                   |

### Festival
| Data              | Città          | Stato       | Luogo                           | Festival                     |
| Oceania           | Oceania        | Oceania     | Oceania                         | Oceania                      |
| ----------------- | -------------- | ----------- | ------------------------------- | ---------------------------- |
| 11 marzo 2023     | Adelaide       | Australia   | Botanic Park                    | WOMAdelaide Festival         |
| 18 marzo 2023     | Mount Cotton   | Australia   | Sirromet Winery                 | A Day On the Green           |
| Sud America       |                |             |                                 |                              |
| 28 maggio 2023    | Rio de Janeiro | Brasile     | Jockey Club                     | Music Is the Answer Festival |
| 4 giugno 2023     | São Paulo      | Brasile     | Novo Anhangabaú                 | Music Is the Answer Festival |
| Europa            |                |             |                                 |                              |
| 16 giugno 2023    | Linz           | Austria     | Donauufer Urfahrmarkt           | Lido Sounds                  |
| 22 giugno 2023    | Milano         | Italia      | Milano Innovation District      | I-Days Festival              |
| 2 luglio 2023     | Atene          | Grecia      | Plateia Nerou                   | Ejekt Festival               |
| 6 luglio 2023     | Bilbao         | Spagna      | Kobetamendi                     | BBK Live                     |
| 8 luglio 2023     | Malmö          | Svezia      | Sibbarp Field                   | South Ocean Festival         |
| 10 agosto 2023    | Budapest       | Ungheria    | Óbudai-sziget                   | Sziget Festival              |
| 11 agosto 2023    | Buftea         | Romania     | Ştirbei Domain                  | Summer Well Festival         |
| 13 agosto 2023    | Newquay        | Regno Unito | Fistral Beach and Watergate Bay | Boardmasters                 |
| 1º settembre 2023 | Lisbona        | Portogallo  | Parque de Bela Vista            | Kalorama                     |
| 2 settembre 2023  | Mijas          | Spagna      | Costa del Sol                   | Cala Mijas                   |

### Cancellazioni
| Data           | Città         | Stato       | Luogo                           | Festival          | Motivo             |
| -------------- | ------------- | ----------- | ------------------------------- | ----------------- | ------------------ |
| 19 agosto 2023 | Biddinghuizen | Paesi Bassi | Spijkweg 30                     | Lowlands Festival | Problemi di salute |
| 20 agosto 2023 | Hasselt       | Belgio      | Kempische Steenweg              | Pukkelpop         | Problemi di salute |
| 26 agosto 2023 | Parigi        | Francia     | Domaine National de Saint-Cloud | Rock en Seine     | Problemi di salute |